# Paula List

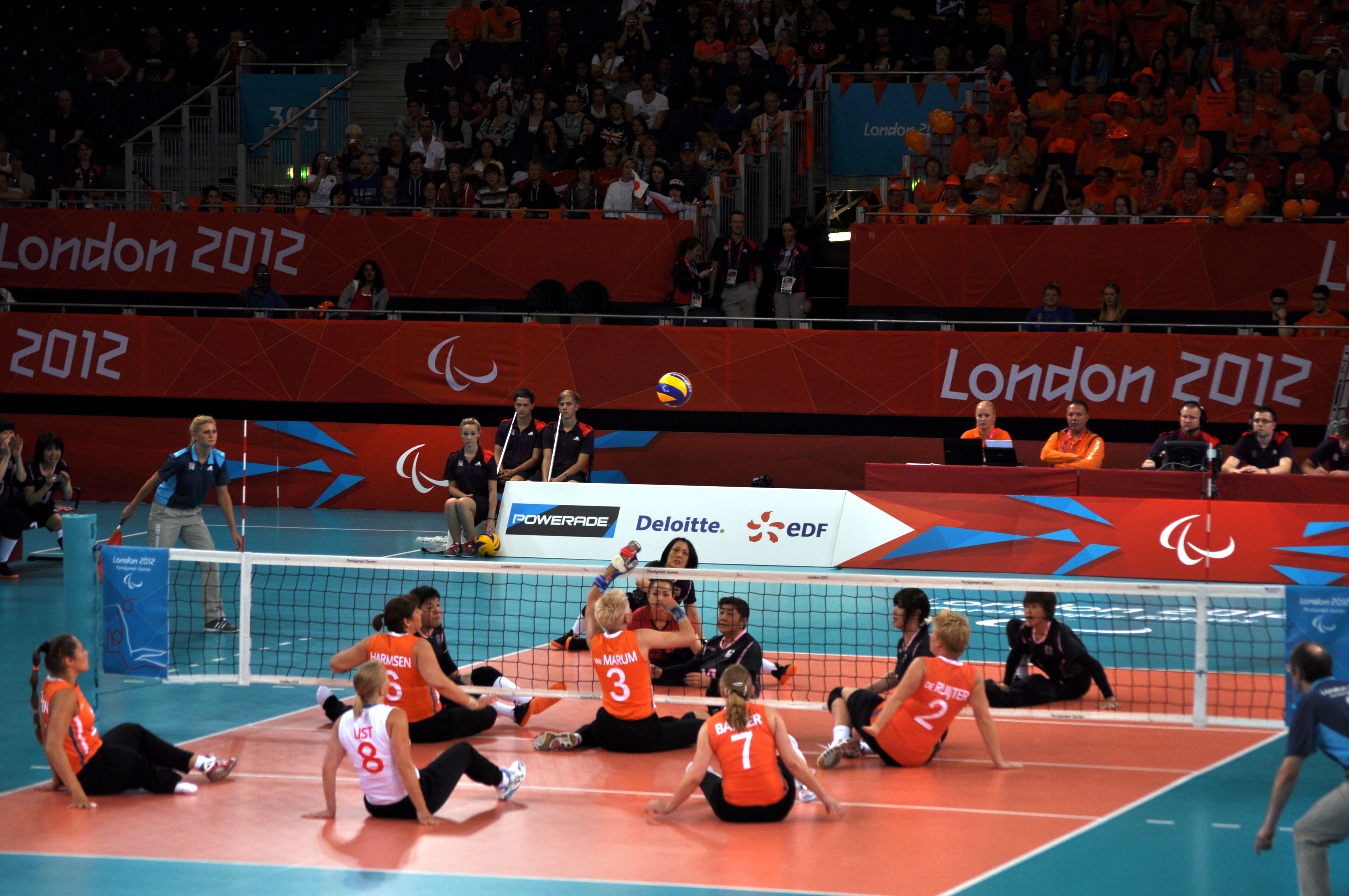
Nederlands zitvolleybalteam op de Palalympische Spelen van 2012, met List in het witte shirt

Paula List (16 augustus 1972) is een Nederlands zitvolleybalster.
List is een zogenaamde 'zwarte' speelster, doordat ze een been mist. In het nationale team moeten minimaal vijf van de zes speelsters uit de zwarte categorie komen. Eén mag er 'grijs' zijn (wat duidt op bijvoorbeeld een zware knieblessure die niet meer geneest). 
List deed mee aan de Paralympische Zomerspelen 2004 te Athene, waar zij zilver behaalde. Zij kwam in 2008 uit voor Nederland op de Paralympische Zomerspelen in Peking, waar zij teambrons behaalde. Het team bestond verder uit: Sanne Bakker, Karin van der Haar, Karin Harmsen, Djoke van Marum, Elvira Stinissen, Josien ten Thije, Rika de Vries en Petra Westerhof. Tevens heeft ze ook deelgenomen aan de paralympische spelen van London 2012 en Rio 2016.
In het dagelijks leven is List specialist ouderengeneeskunde.